# Lisa Goldstein (écrivain)
Pour les articles homonymes, voir Lisa Goldstein et Goldstein.
Œuvres principales
- The Red Magician

Lisa Goldstein, née le 21 novembre 1953 à Los Angeles, est une  écrivaine de fantasy et de science-fiction américaine.
Plusieurs fois nommée aux prix Hugo et Nebula, elle a reçu le National Book Award pour The Red Magician. Elle fait partie des auteurs de fantasy considérés comme les plus littéraires, avec Tanith Lee, Patricia A. McKillip ou Peter S. Beagle.
Elle a aussi publié deux romans sous le pseudonyme d'Isabel Glass. Elle vit à Oakland en Californie.

## Œuvres

### Romans
- (en) The Red Magician, 1982
- (en) The Dream Years, 1985
- (en) A Mask for the General, 1987
- Touristes, Denoël, coll. « Présence du fantastique », 1991 ((en) Tourists, 1989), trad. Nathalie ServalRéédition sous le titre Amaz, Les Moutons électriques, coll. « Hélios », 2017
- Les Jeux étranges de la lune et du soleil, Payot & Rivages, 1995 ((en) Strange Devices of the Sun and Moon, 1993), trad. Monique LebaillyRéédition J'ai lu, 1998
- Roi de l'été, fou de l'hiver, Payot & Rivages, 1997 ((en) Summer King, Winter Fool, 1994)Réédition J'ai lu, 2000
- L'Ordre du labyrinthe, Les Moutons électriques, coll. « La bibliothèque voltaïque », 2018 ((en) Walking the Labyrinth, 1996)
- Sombres cités souterraines, Les Moutons électriques, coll. « La bibliothèque voltaïque », 2017 ((en) Dark Cities Underground, 1999)Réédition Les Moutons électriques, coll. « Hélios », 2019
- (en) The Alchemist's Door, 2002
- (en) Daughter of Exile, 2004Sous le pseudonyme d'Isabel Glass
- (en) The Divided Crown, 2005Sous le pseudonyme d'Isabel Glass
- (en) The Uncertain Places, 2011
- (en) Weighing Shadows, 2015
- (en) Ivory Apples, 2019

### Recueils de nouvelles
- (en) Daily Voices, 1989
- (en) Travellers in Magic, 1994